# Esquadrão N.º 610 da RAF

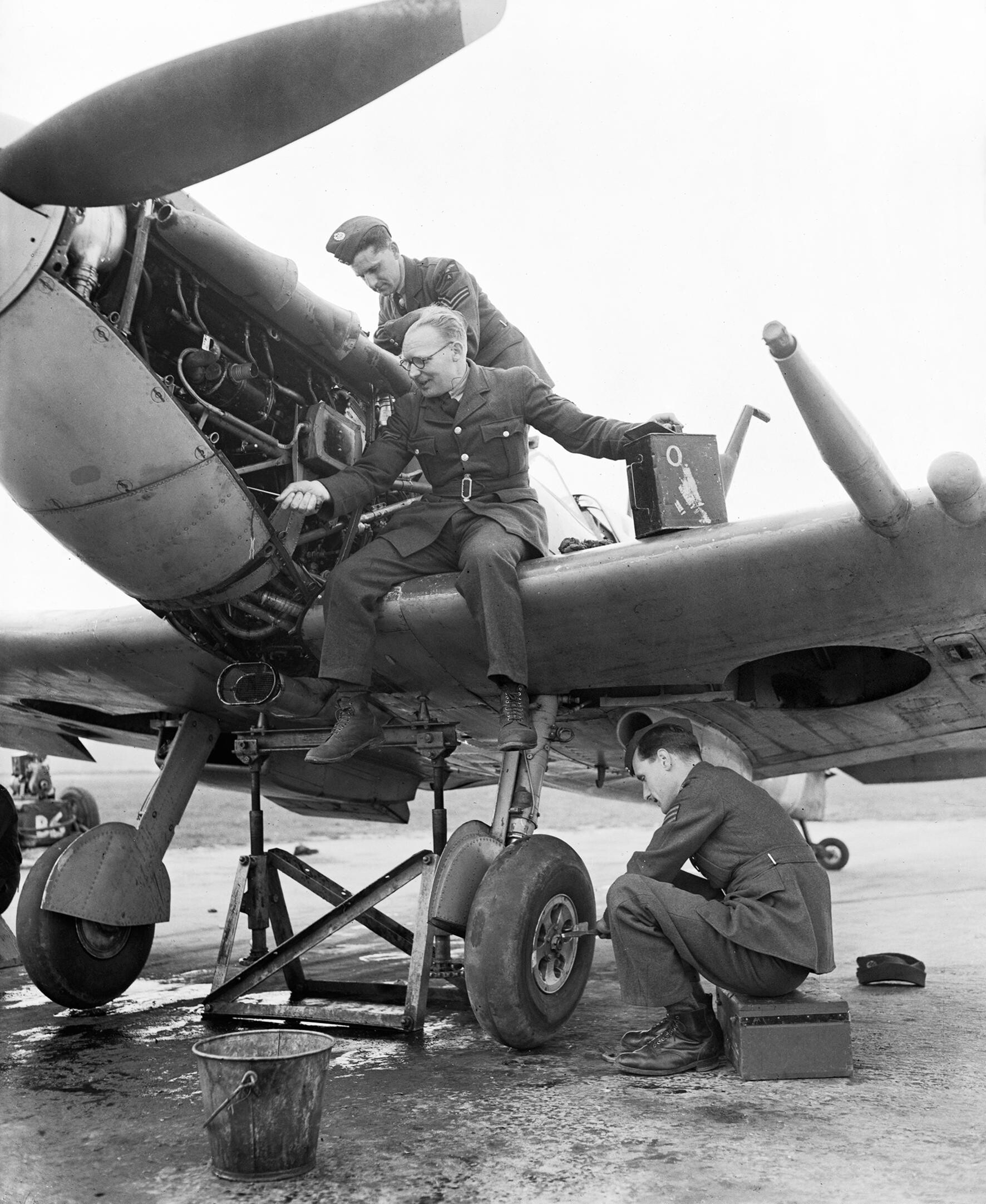
Equipe trabalho no. 610 squadron Spitfire Mk

O Esquadrão N.º 610 da Força Aérea Real foi um Esquadrão da Força Aérea Auxiliar. Era composto por pilotos de altíssima qualidade, geralmente ex-oficiais da RAF e, ocasionalmente, pilotos de teste de empresas locais de empresas como de Havilland e Airwork. Os seus pilotos eram inicialmente temporários, que passavam os fins de semana e horas livres voando e praticando manobras de combate. O esquadrão foi baptizado de "Condado de Chester " e adoptou o lema "Alifero tollitur ax ceres"; que se traduz como "Ceres subindo numa carruagem alada". Ceres sendo a Deusa Romana do Trigo, uma referência ao sector agrícola de Chester. O seu emblema continha a imagem de uma vestimenta (feixe de trigo).
O esquadrão participou na Segunda Guerra Mundial, onde viu serviço activo contra a Alemanha Nazi.
A 610 Squadron Association, com sede em Hooton Park, tem um número substancial de ex-membros do esquadrão na sua lista de membros.